# Pompe de charges
 (juin 2021).
Si vous disposez d'ouvrages ou d'articles de référence ou si vous connaissez des sites web de qualité traitant du thème abordé ici, merci de compléter l'article en donnant les références utiles à sa vérifiabilité et en les liant à la section « Notes et références ».
Une pompe de charge a pour objet d'injecter ou de retirer en sortie des charges proportionnellement à un signal d'entrée.

## Applications
C'est un montage typiquement utilisé dans une boucle à verrouillage de phase ou PLL.
Dans ce cas, la pompe de charges injecte ou retire des charges dans le filtre par l'intermédiaire de deux sources de courant contrôlées par les signaux d'entrée UP et DOWN qui proviennent du détecteur de phases.

La valeur du courant de sortie à injecter ou à retirer est déterminée par l'étude de stabilité de la boucle.
Typiquement on nomme le courant que la pompe de charges injecte IUP, et le courant que l'on retire IDOWN.

## Caractéristiques à prendre en compte

### Injections parasites dans le filtre de boucle d'unePLL
Quand les sources de courant commutent en fonction des contrôles UP et DOWN, les switchs de sortie injectent par l'intermédiaire de capacités parasites des pics parasites de courant dans le filtre. Ces charges parasites indésirables génèrent des fréquences parasites dans le spectre de sortie à la valeur de la fréquence d'entrée (fréquence de comparaison), et donc des techniques de développement sont nécessaires pour réduire au mieux ces injections.

### Différences de valeurs de courant entre IUP et IDOWN
C'est un problème spécifique de la pompe de charges. En effet, celle-ci injecte ou retire du courant à un nœud de sortie qui peut prendre différentes valeurs de tension. Ces injections ou soustractions de courant se font par l'intermédiaire de sources de courant.